# Phortioeca apolinari
Phortioeca apolinari är en kackerlacksart som beskrevs av Morgan Hebard 1921. Phortioeca apolinari ingår i släktet Phortioeca och familjen jättekackerlackor.
Artens utbredningsområde är Colombia. Inga underarter finns listade i Catalogue of Life.